# پر اویند سوینهوفوود
پر اویند سوینهوفوود (انگلیسی: Pehr Evind Svinhufvud؛ ۱۵ دسامبر ۱۸۶۱ – ۲۹ فوریهٔ ۱۹۴۴) یک سیاست‌مدار و قاضی اهل فنلاند بود.